# Pisică de casă
Pisica de casă, pisica domestică sau mâța (Felis catus sau Felis silvestris catus) este un mamifer din ordinul carnivorelor, familia Felidae, subfamilia Felinae. Este alături de oameni de peste 9500 ani și în prezent este cel mai cunoscut animal domestic în toată lumea. Pisica domestică este foarte apropiată de pisica sălbatică europeană (Felis silvestris silvestris), ca și de pisica sălbatică africană (Felis silvestris libyca), împreună formând o specie unică: Felis silvestris.

## Rase de pisici
Mai jos sunt prezentate principalele rase de pisici:
- Abisiniană
- Albastru de Rusia
- American Bobtail
- American curl
- American Shorthair
- American Wirehair
- Balineză
- Birmaneză
- Bobtail japonez
- Bombay
- British Shorthair
- Burmeza
- Chartreux
- Colorpoint Shorthair
- Cornish Rex
- Devon Rex
- Egyptian Mau
- Europeană
- European Burmese
- Exotic Shorthair
- Havana Brown
- Javanese
- Korat
- Laperm
- Maine Coon
- Manx
- Norvegiana de pădure
- Ocicat
- Orientala
- Persană
- Ragamuffin
- Ragdoll
- Scottish Fold
- Selkirk Rex
- Siameză
- Siberiană
- Singapura
- Somali
- Sfinx
- Tonkinese
- Angora turcească

## Domesticirea pisicii
Pisica trăiește în strânsă legătură cu oamenii de cel puțin 3500 de ani, fiind folosită de către egipteni pentru a ține departe șoarecii. În ciuda domesticirii, pisica nu a pierdut niciodată abilitatea de a trăi în sălbăticie, unde formează colonii.
Conform unui studiu din mai 2012, pisicile au fost domesticite în anul 2200 î.Hr.
Potrivit studiului publicat în Journal of Archaeological Science, egiptenii au fost cei care au transformat pisicile în animale domestice.
Un studiu genetic din 2007 a arătat însă că pisicile provin din pisica sălbatică africană (Felis silvestris lybica), divergența producându-se în jurul anului 8000 î.Hr., în Asia de Sud-Est.

## Comportamentul pisicii

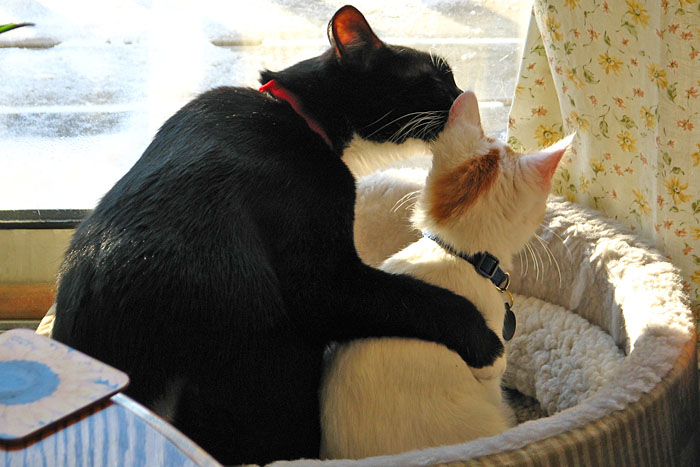
Pisici îngrijindu-se reciproc

### Sociabilitate
Prejudecata legată de pisici planează asupra solitarității sale, fiind un animal nesociabil. Acest concept este înlăturat de un studiu efectuat în anii '70 de către David MacDonald, cercetător la Universitatea Oxford din Marea Britanie. Studiul a indicat faptul că o femelă este mai predispusă să stea cu o felină înrudită decât cu o alta din altă linie. Cercetătorul Randall Wolfe susține că acest lucru nu se manifestă și către  partea masculină, indiferent de proveniența genetică a acestora. 

### Luptele între pisici
Câteodată pisicile care împart același mediu de viață pot să se lupte, fiind o modalitate de demonstrare a abilităților; poate fi totodată o joacă inofensivă. De asemenea, este și modul stabilirii unei ierarhii într-un grup de pisici sau o cale de atenționare a unei feline când încalcă o regulă a grupului. Pentru a fi despărțite, pisicilor trebuie să li se atragă atenția. Imediat ce s-au despărțit, acestea trebuie separate în încăperi diferite, până când nu mai au tendința de a se lupta. Niciodată stăpânul nu intervine fizic în lupta lor, deoarece acesta poate fi zgâriat sau mușcat serios.

### Zgâriatul
Pisicile au nevoie să zgârie, fiind procesul prin care se îndepărtează straturile inutile ale țesutului cornos care constituie ghearele. Prin întindere se exersează mușchii, încheieturile și tendoanele.
Dacă pisica zgârie mobila din casă, înseamnă că are nevoie de o suprafață pe care să își ascută ghearele. Pentru a elimina această problemă, stăpânii pot achiziționa suprafețe de ascuțit ghearele, poziționându-le în locuri cu cel mai mare interes pentru pisici.
Pisicile stresate sau bolnave pot zgâria sau mușca oamenii, comportament care poate apărea când pisica nu are chef de alintări și mângâieri, mai ales pe burtă. Mâna nu trebuie retrasă brusc din ghearele sau dinții pisicii, provocându-se astfel rănile mai grave. Pisica nu trebuie scuturată, lovită sau pălmuită, deoarece ea nu va înțelege de ce este bătută, ci doar că oamenii pe care îi iubește o lovesc din motive necunoscute.

## Anatomie

### Scheletul și mușchii

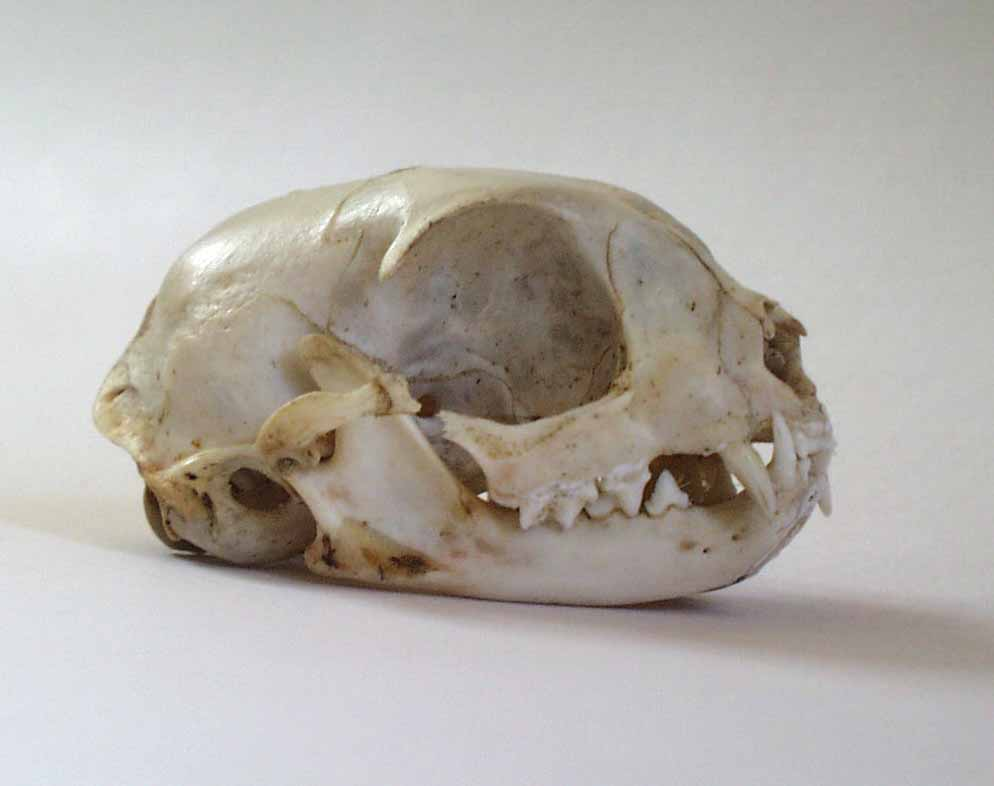
Craniu de pisică

Scheletul pisicii este format din 250 de oase.
La nivelul capului, dentiția cuprinde incisivii, caninii, premolarii de carne, dar nici un dinte „plat” (ca molarii) pentru a strivi hrana: aceștia nu sunt necesari pentru că pisica își „sfâșie” hrana cu ajutorul mușchilor puternici ai fălcilor, apoi și-o înghite fără a o mesteca. Vertebrele gâtului sunt scurte, iar coloana vertebrală foarte flexibilă. Vertebrele cozii prelungesc coloana vertebrală, numărul acestora variind în funcție de rasă. Coada are rol în echilibru. Labele anterioare se termină cu cinci „degete” prevăzute cu gheare retractile keratinoase; labele posterioare, mai lungi, se termină cu patru „degete”, de asemenea prevăzute cu gheare retractile.
Mușchii spatelui sunt foarte flexibili, cei ai labelor posterioare foarte puternici, particularități care conferă animalului suplețe și o „detentă” amplă în sărituri. 
Din cauza regimului alimentar mai diversificat și mai sărac în proteine, intestinele pisicii de casă sunt mai lungi decât cele ale strămoașei sale sălbatice. Această trăsătură, împreună cu diminuarea taliei sale, este adaptarea cea mai semnificativă a pisicii la noul său mod de viață.

## Părul
Părul pisicii este alcătuit din fire lungi care poartă „desenul” (pete, dungi etc.), la baza cărora se găsesc fire mai scurte și în final, puful, toate acestea asigurând o bună izolație a corpului.

## Simțurile
La origine, pisica vâna în zori sau seara, fapt care a dus la dezvoltarea simțurilor sale și la o percepție a universului diferită de a oamenilor, care la un moment dat i-au atribuit chiar puteri supranaturale. Se vorbește despre pisici care au prezis cutremure de pământ și alte catastrofe, explicația probabilă fiind că urechea lor este capabilă să perceapă vibrații pe care oamenii le ignoră.

### Auzul

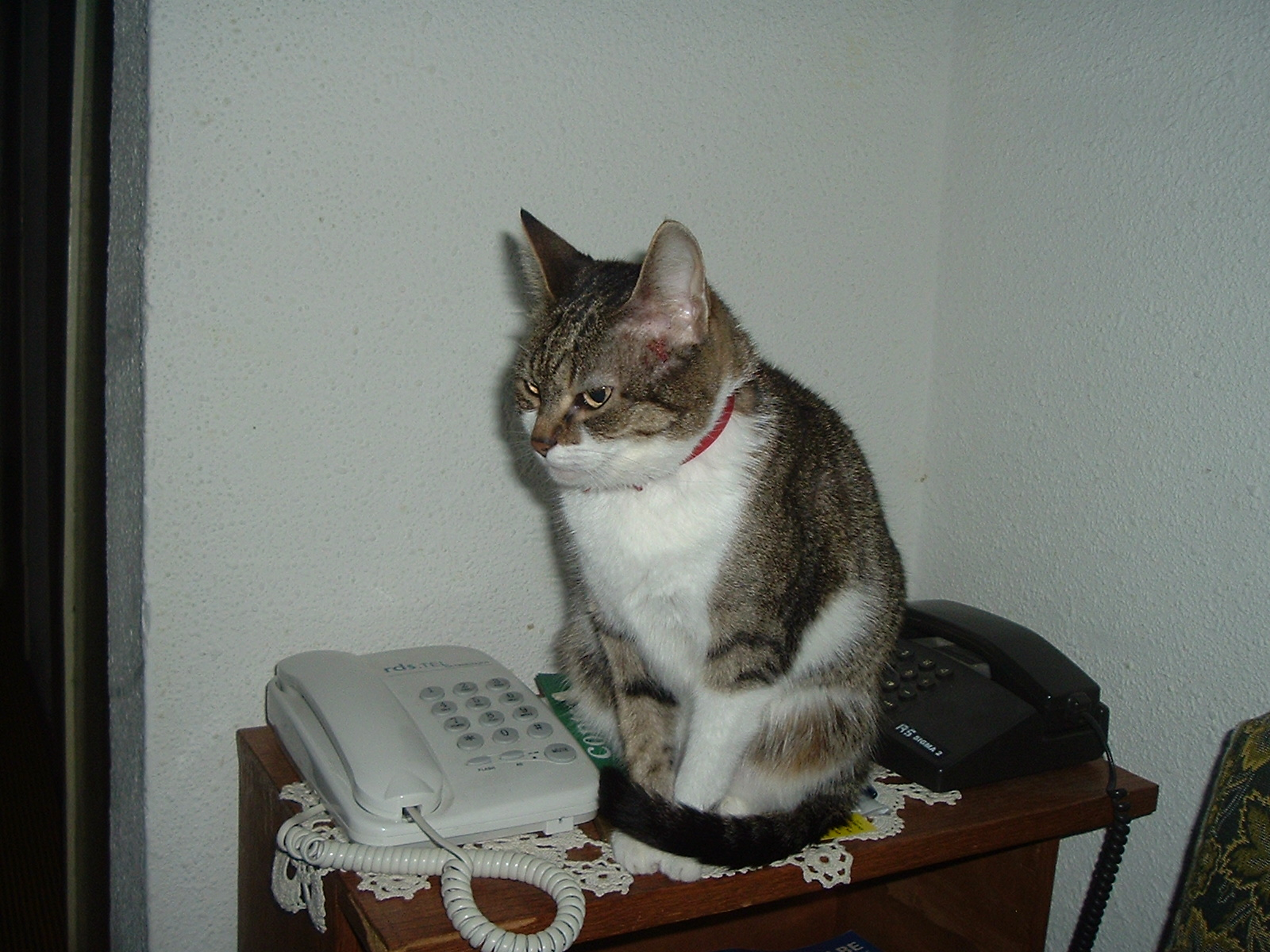
„Auzul pisicii”

Auzul pisicii este foarte sensibil la frecvențele înalte, mergând până la 30 000 Hz, în timp ce urechea umană este limitată la 20 000 Hz. Datorită celor 27 de mușchi care îl controlează, pavilionul fiecărei urechi poate pivota în mod independent, pentru a localiza originea unui zgomot și distanța de la care acesta provine.

### Văzul

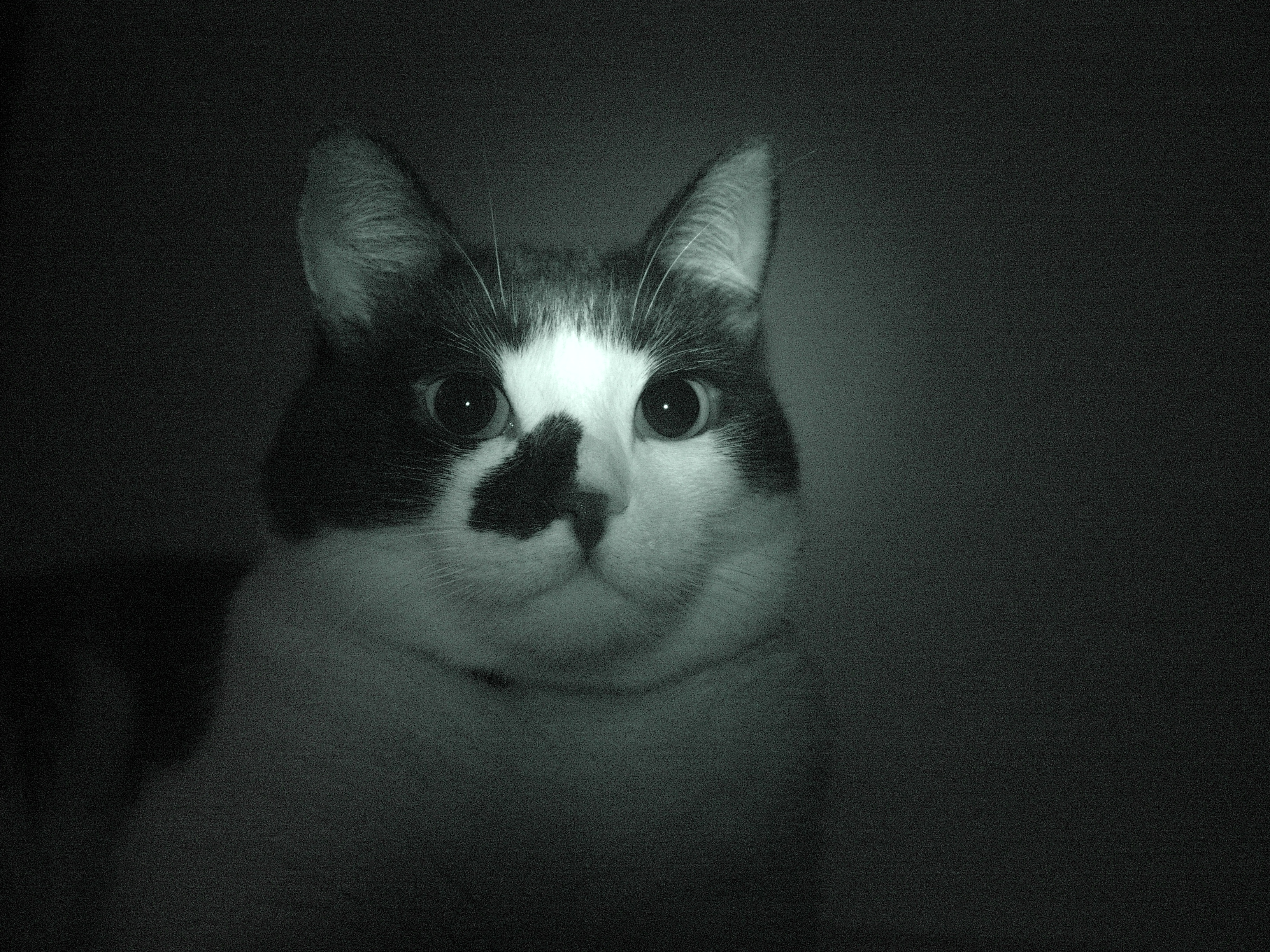
Ochii pisicii pe intuneric

Este simțul său principal. Câmpul vizual al pisicii este, ca și auzul, mult mai larg : 187° (față de 125° pentru oameni), ceea ce nu reprezintă nici pe departe un record în lumea animală. Intensitatea luminii influențează forma pupilei: de la o simplă linie dreaptă în lumină, aceasta se dilată într-un cerc perfect în condiții de semiîntuneric. Contrar unei credințe răspândite, pisica este incapabilă de a vedea în întuneric deplin, totuși vede mult mai bine decât oamenii în timpul nopții. Aspectul fosforescent al ochilor săi pe un întuneric relativ se datorează unui strat de celule ale retinei, numite tapetum lucidum, care acționează ca o oglindă și reflectă lumina, care trece prin retină o a doua oară, dublând astfel acuitatea vizuală a acesteia în întuneric.
În schimb, pisica nu percepe culorile sau mișcarea la fel ca noi: se pare (deși acest aspect este încă în discuție) că ea nu percepe culoarea roșie și că în general, nu prea distinge detaliile. Un obiect în mișcare (ca de exemplu o pradă), îi apare mult mai clar decât un obiect static.
O particularitate a ochiului pisicii este că este protejat, pe lângă pleoapele inferioară și superioară, de o a treia pleoapă, membranoasă, care se închide dinspre colțul interior al ochiului către exterior. Frecvent, dacă această membrană este vizibilă, este un semn de suferință al  pisicii (tulburări digestive,  cel mai des prezența paraziților sau enterită).

### Mirosul
Simțul mirosului la pisică este de două ori mai dezvoltat decât al omului și are o importanță majoră în viața socială a felinei, în delimitarea teritoriului. De altfel, mirosul este mijlocul de a verifica dacă hrana nu îi este alterată sau otrăvită. Pisica are douăzeci de milioane de terminații nervoase olfactive, față de doar cinci milioane la om.

### Gustul

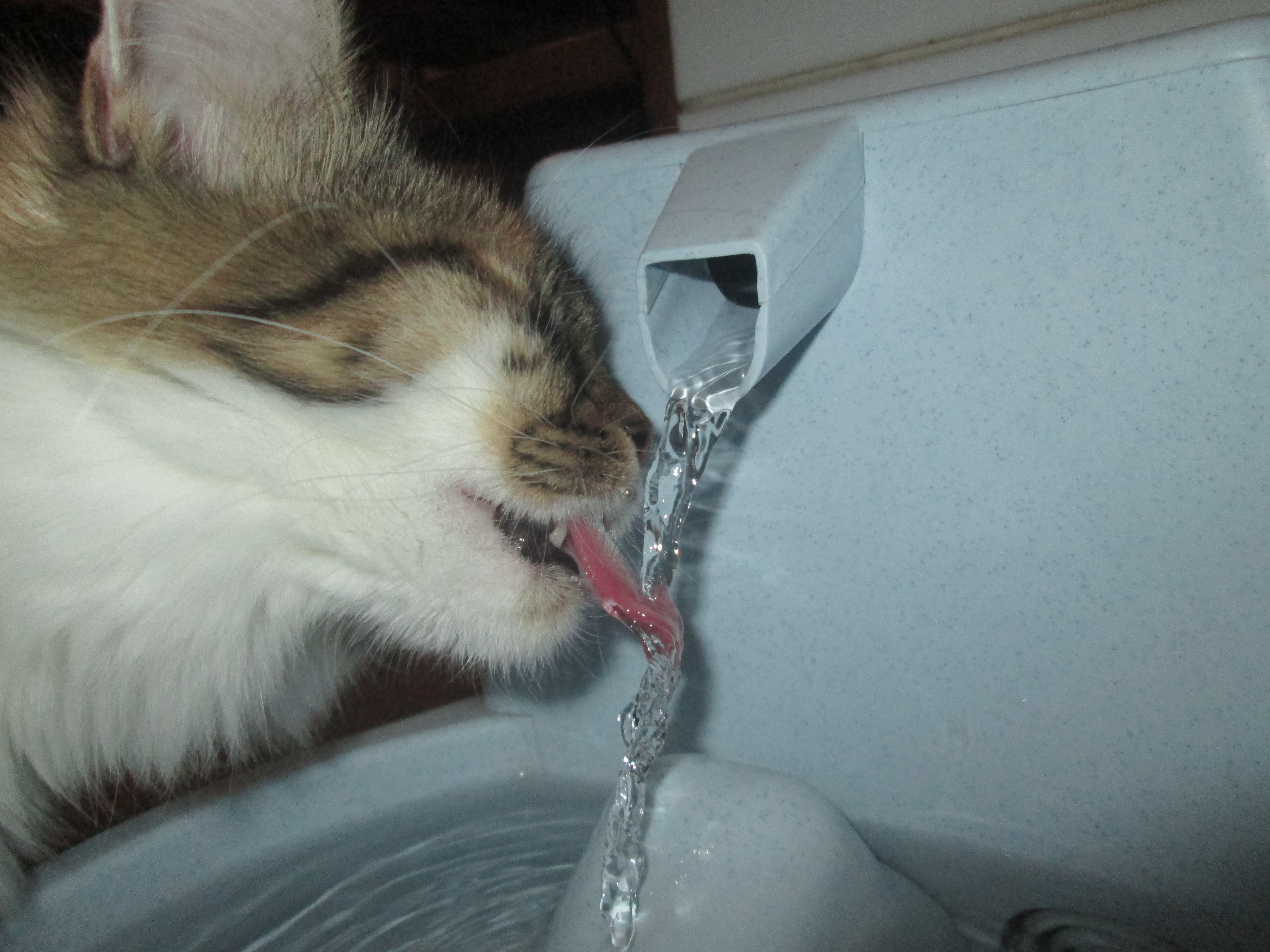
Limba pisicii

Simțul gustului este dezvoltat la pisică, totuși mai slab decât la om: 2 000 de papile gustative înseamnă de 4,5 ori mai puțin față de cele 9 000 la om. Spre deosebire de câine, gustul pisicii este situat la extremitatea limbii, fapt care îi permite să guste fără să înghită. Sensibilă la gustul amar, acru sau sărat, ea nu simte gustul dulce.

### Simțul tactil
De asemeni bine dezvoltat, simțul tactil permite pisicii să-și utilizeze mustățile pentru a evita obstacolele în întuneric total, prin detecția variațiilor de presiune a aerului. Tot mustățile îi permit să simtă și dimensiunile spațiului traversat. Pernițele labelor sunt foarte sensibile la vibrații, iar în pielea pisicii se găsesc celule tactile extrem de sensibile.

### Alte simțuri
Organul lui Jacobson constituie un adevărat al șaselea simț. Asemeni câinelui și calului, pisica poate să guste mirosurile cu ajutorul acestui organ, răsfrângându-și buzele pentru a permite mirosurilor să pătrundă, prin două mici orificii situate în spatele incisivilor, și care conduc către doi săculeți cu lichid aflați în cavitățile nazale, care au rolul de a concentra mirosurile.
Prezența unui organ vestibular, și el deosebit de dezvoltat, îi conferă pisicii simțul remarcabil al echilibrului, astfel explicându-se facultatea ei de a se întoarce rapid în aer pentru a „cădea întotdeauna în picioare”.
Ea mai poate sări la înălțimi de cinci ori superioare taliei sale.
Viteza de alergare medie este de 40 km/h, are nevoie de 9 secunde pentru a parcurge 100 m, dar nefiind un alergător de fond, obosește destul de repede.

## Comportamentul

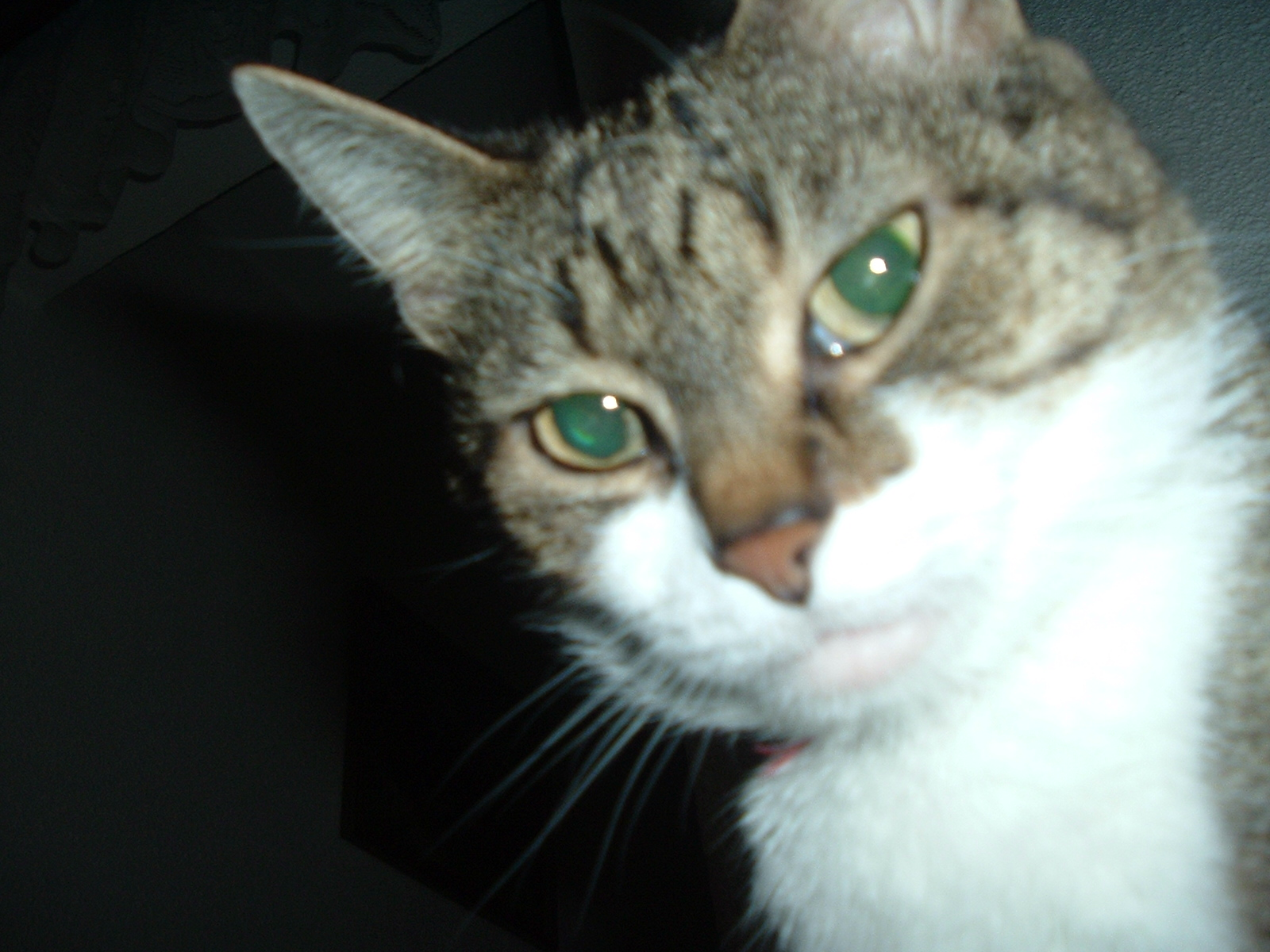
Pisică domestică

Pisica este un animal independent. Spre deosebire de câine, ea se plimbă și se curăță singură.

### Mieunatul
- Mieunatul este manifestarea sonoră a pisicii; în general un animal discret, ea poate uneori căuta a se face remarcată mieunând ore întregi, fie pentru a cere de mâncare, fie pentru a cere să i se deschidă ușa, de exemplu. Unele rase de pisici sunt mai zgomotoase decât altele, cum ar fi siamezele.
- Mieunatul sacadat

Rar, pisica emite un mieunat sacadat, de slabă intensitate, când vede o pradă la care nu  poate ajunge, ca o pasăre sau o insectă în zbor, sau chiar privind o emisiune despre animale la televizor.

### Torsul

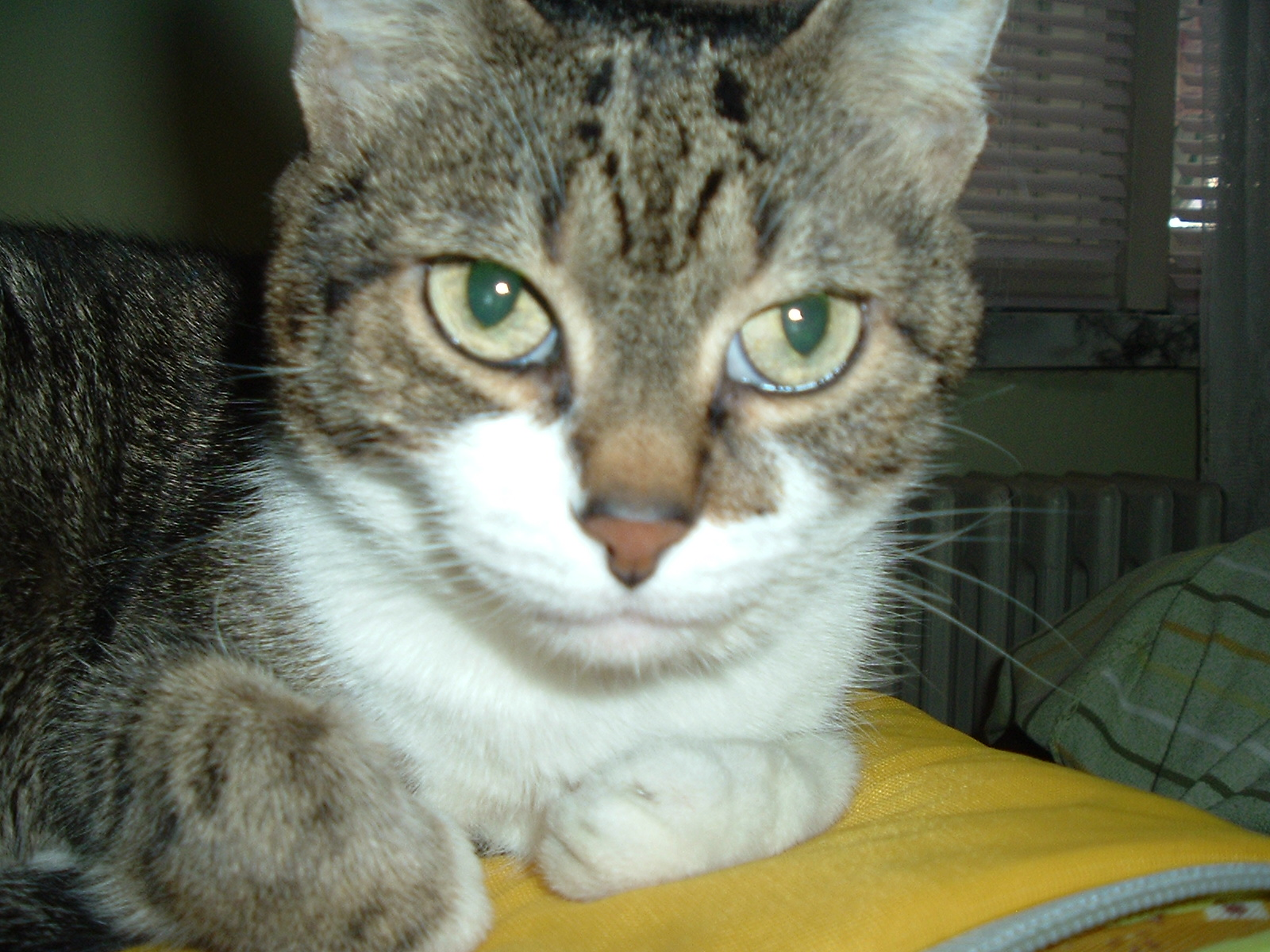
„Torsul”

Încă din primele zile de viață, puiul de pisică toarce în timpul suptului, iar mama îi răspunde. Ea toarce din plăcere, la fel de bine ca în suferință: stresată, rănită sau chiar muribundă, o auzim torcând. Cel mai des, ea toarce pentru a-și exprima dependența; față de mamă la naștere, față de om  mai târziu, când este bolnavă sau când este mângâiată. Regăsim acest comportament la rudele sale, marile feline, care însă torc doar în primele luni de viață.
Torsul este produs printr-o mișcare coordonată a glotei, laringelui și a anumitor mușchi. Aceste vibrații sonore implicând întreg corpul sunt întâlnite la majoritatea felinelor, ca și la alte animale, dar mecanismul lor, ca și utilitatea, ramân de neexplicat. Se crede că această stare, ca și somnul, ar avea un rol reparator pentru organismul pisicii. Cand torc, pisicile emit vibratii sonore identice cu cele utilizate în medicină pentru a calma durerea, a trata o fractură sau o leziune la tendon. Poate așa se explică și faptul că, dintre mai multe pisici și mai mulți câini care au suferit o leziune ori o intervenție chirurgicală de aceeași gravitate, aceste pisici se vor vindeca de trei ori mai repede, iar sechelele lor sunt de cinci ori mai puține. Concluzia: torsul unei pisici ar avea o acțiune anabolizantă, ce ajută vindecarea. Adulte, felinele mari nu mai torc; pisica este singura care toarce sub mângâierile stăpânului: ea vede în acesta „a doua sa mamă”.

### Spălatul
Pisicile se spală folosindu-și limba. În cazul în care o pisică nu poate ajunge la zona unde dorește să se spele, aceasta își va linge laba și o va trece peste locul unde nu poate să ajungă. Uneori, pisicile se spală una pe alta.

### Somnul
Pisica doarme în medie 15-18 ore pe zi, fiind activă doar circa 6-9 ore, mai ales o parte din timpul nopții, perioadă propice vânătorii. Ea este deseori folosită în cadrul experiențelor asupra ciclului somnului. Conform unor studii, pisica este animalul cu cea mai mare proporție de faze de somn paradoxal în timpul cărora ea visează. În acest timp, s-a constatat o activitate electrică foarte intensă a creierului, ochilor și mușchilor.

### Reproducerea, gestația, nașterea
Pisicile sunt apte de reproducere în general începând cu vârsta de nouă luni (s-au văzut totuși pisici născând la numai șapte luni). 

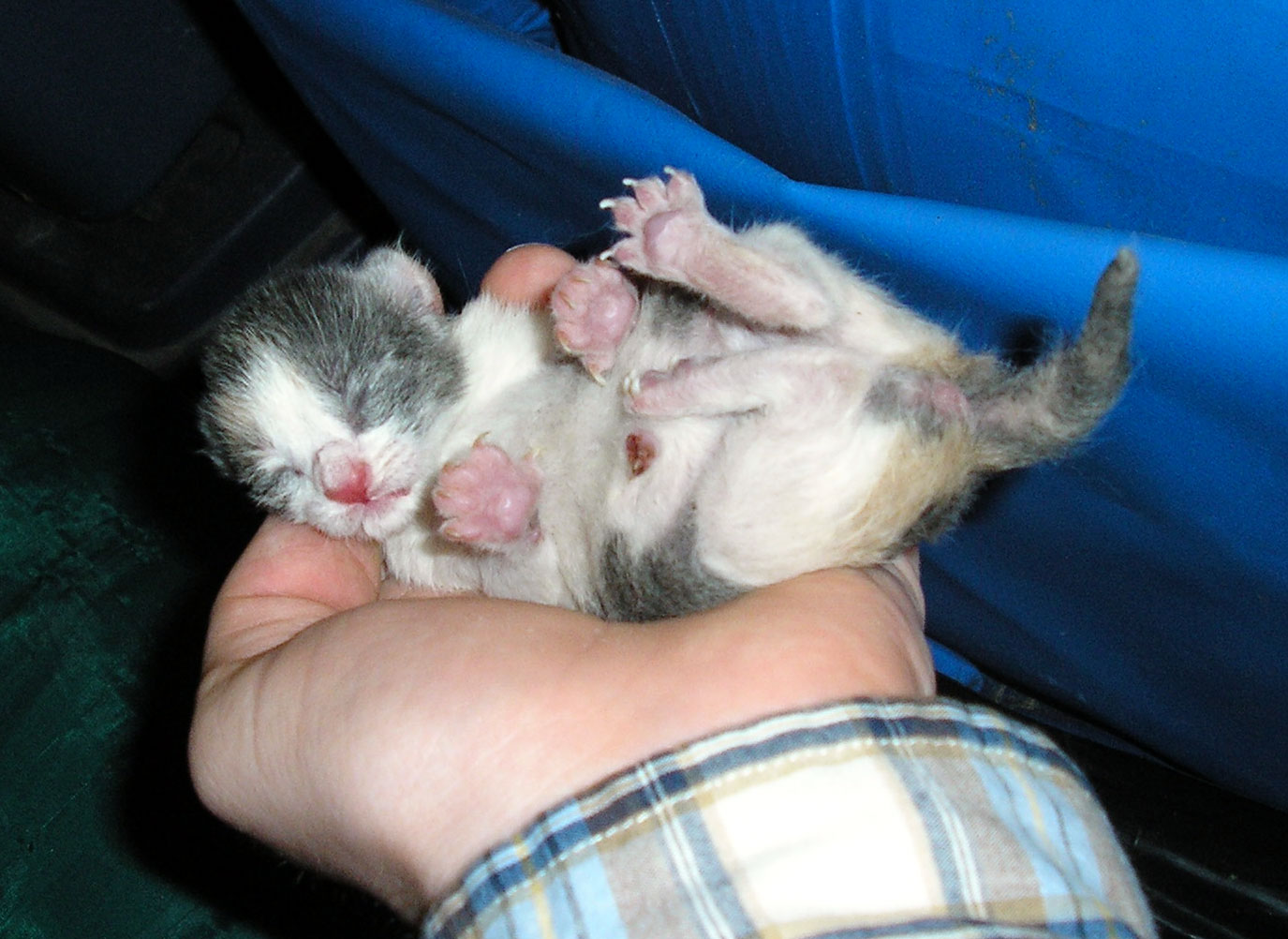
Pisoi nou născut

Femela trece prin numeroase perioade de „călduri”, mai ales între primăvară și toamnă. În aceste perioade, femela pisică adoptă un comportament hiper-activ și destul de neplăcut pentru proprietari: caută mângâieri, se freacă și se tăvălește pe jos, miaună strident pentru a anunța starea ei motanilor din împrejurimi. Cât despre masculi, ei își marchează teritoriul proiectând jeturi de urină foarte puternic mirositoare. Dacă li se permite să iasă, ei se luptă adesea cu alți masculi, slăbesc și își neglijează toaleta, fapt care îi expune la riscuri de contaminare sau la contractarea de boli (coryza, leucoza, FIV etc.). În concluzie, este recomandată sterilizarea precoce.

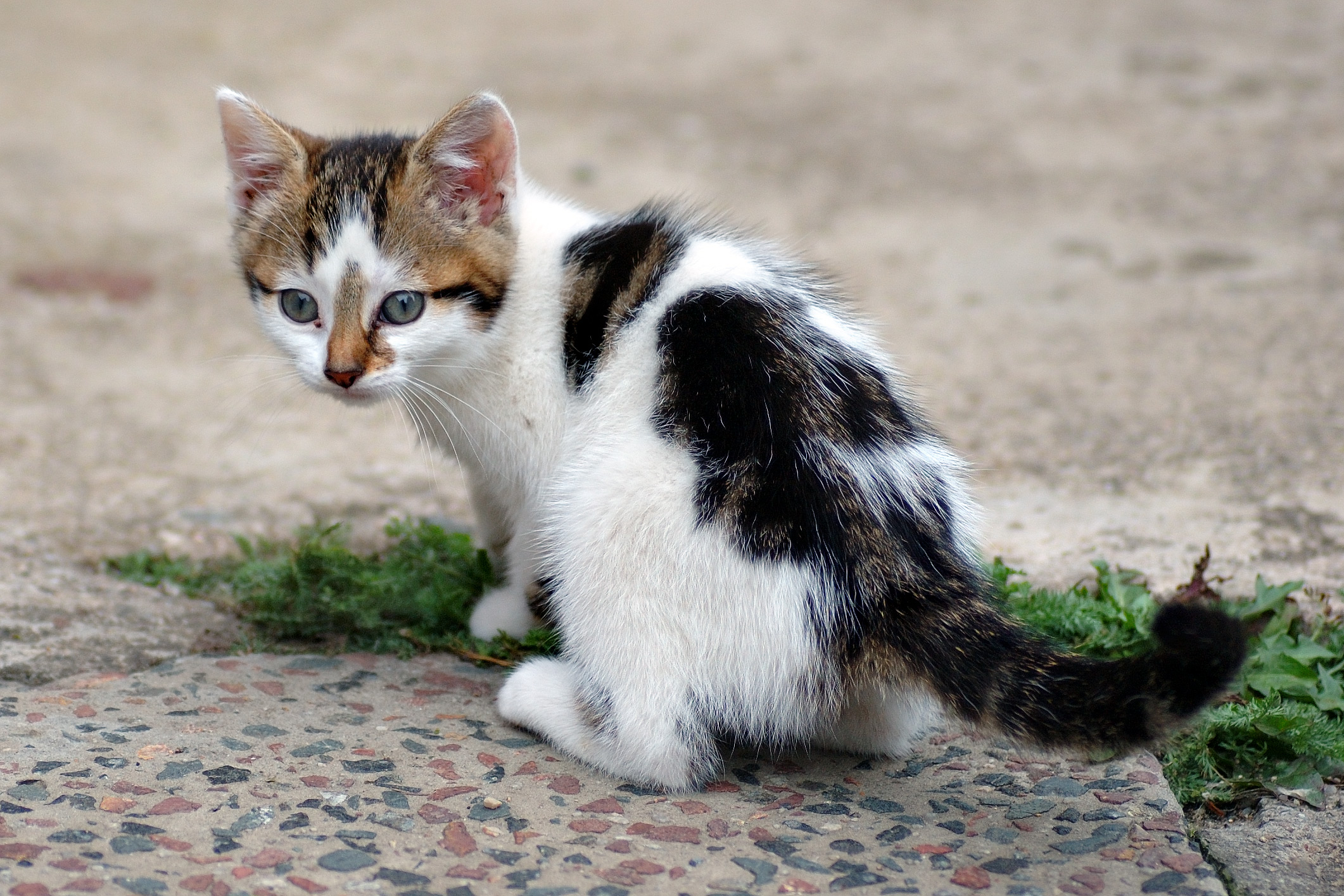
Pisoi de circa 6 săptămâni

Când masculii de pisică sunt pe punctul de a se acupla cu o femelă, trebuie mai întâi ca aceasta să fie de acord. În timpul acuplării, masculul se urcă pe spatele femelei și o imobilizează, mușcând-o de pielea gâtului. Spre sfârșitul actului, femela are tendința de a geme, enervată. Cauza este că penisul masculului este astfel alcătuit, încât mici formațiuni spinoase stimulează dureros vaginul femelei în scopul de a declanșa ovulația. Cu ocazia fiecărei penetrații, femela va emite un nou ovul, fapt care explică existența puilor de aceeași generație care pot proveni din tați diferiți.
Gestația durează aproximativ 60 de zile, pisica purtând în medie 4 pui. La trei săptămâni, mamelele femelei se măresc în volum și se înroșesc. Apoi abdomenul i se umflă, iar pofta de mâncare va crește pe măsură ce sarcina înaintează către termen. În timpul gestației, pisica va căuta afecțiunea umană; se recomandă ca stăpânii sa mângâie abdomenul pisicii, pentru a obișnui puii cu contactul uman. La șapte săptămâni, pisica va începe să caute un loc liniștit și izolat, potrivit pentru a naște (un dulap, o cutie de carton...). La apropierea termenului (între 60 și  70 de zile de la concepție), pisica devine agitată, de aceea este important ca stăpânul să fie prezent, să o asiste. După aproximativ 20 de minute de la declanșarea contracțiilor, pisica va naște primul pui, apoi urmează ceilalți, rapid sau  chiar după mai multe ore, mergând până la 24 de ore pentru a termina nașterea. Puii se nasc protejați de un înveliș pe care pisica îl sfâșie și apoi linge puiul pentru a-i stimula respirația, sfârșind prin a mânca placenta, care conține elemente nutritive și a tăia cordonul ombilical.
Puiul va căuta să sugă imediat după naștere, continuând apoi la intervale de 20 de minute. Pentru a obișnui puii cu contactul uman, trebuie ca stăpânii să-i ia în mână zilnic, fără însă să se depășească durata de 5 minute. Puiul de pisică se naște orb și surd, cântărind între 80 și 100 de grame; după 7-10 zile de la naștere, când va deschide ochii, aceștia sunt de culoare albastră, până la vârsta de două luni, când se vor schimba în culoarea definitivă. Alăptarea durează trei luni, timp în care pisica își va învăța puii să se spele, să se hrănească, să vâneze etc.
Pisica are instinctul matern foarte dezvoltat: ea se va ocupa cu devotament de pisoi, îi va supraveghea, își va petrece tot timpul cu ei și îi va disciplina, la nevoie. În general, pisicile adulte vor fi prezente atunci când puii pleacă să „descopere” lumea, iar la unele rase, chiar masculul ia parte la educația progeniturii.

### Întreținerea

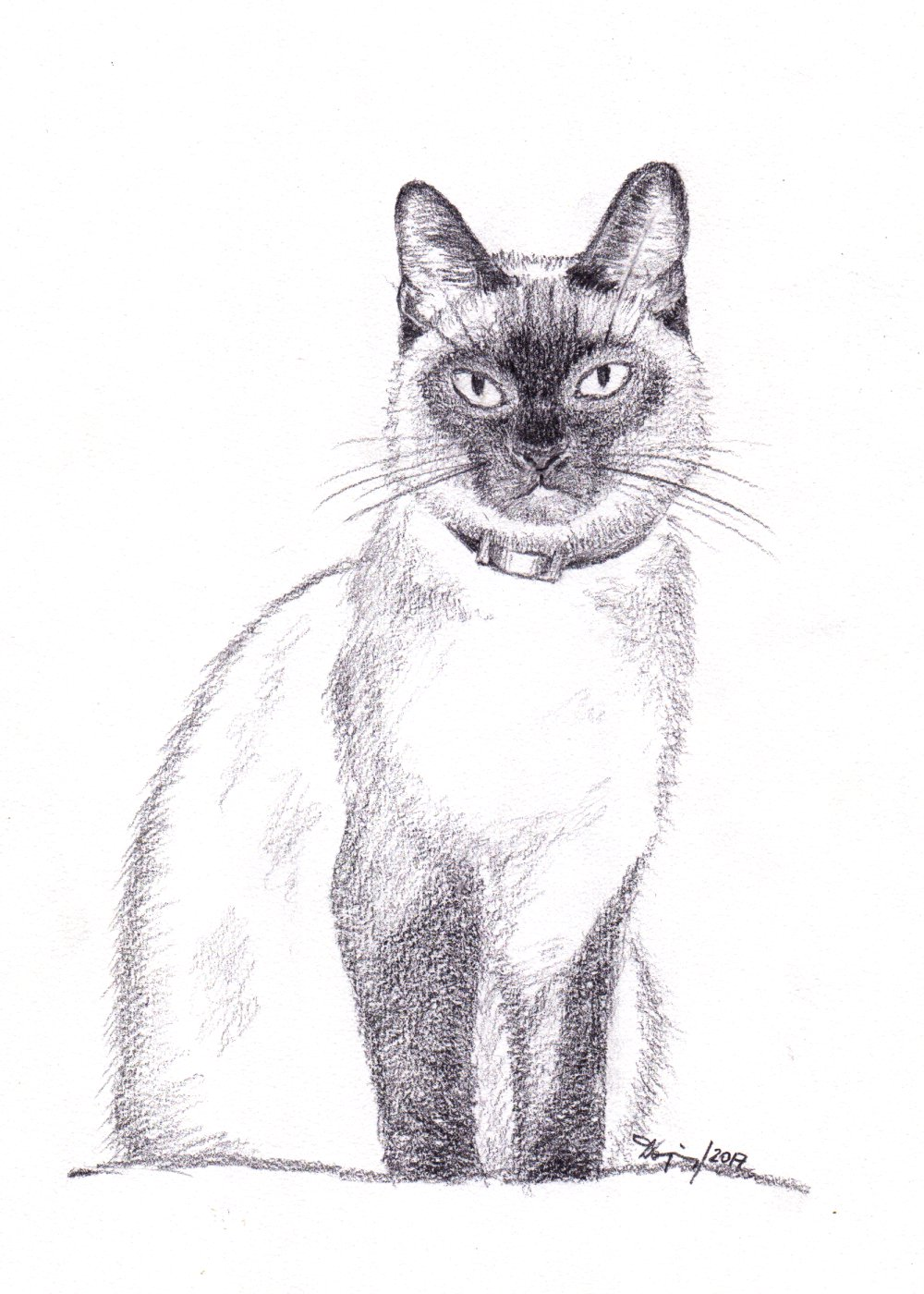
Pisică siameză, vârsta de 1 an, desen în creion

În funcție de morfologie, nu toate pisicile au nevoie de aceleași gesturi de întreținere din partea stăpânului.
Pisicile cu păr lung sunt cele mai pretențioase, dat fiind că atunci când se spală, lingându-și blana, ele înghit perii morți, care se acumulează în stomac, formând gheme de păr. Acestea perturbă tranzitul intestinal, pisica fiind obligată să le regurgiteze ca să evite ocluzia intestinală. Pentru a evita aceasta, e necesar să se procedeze zilnic la descurcatul blănii pisicii cu ajutorul unui pieptene sau perii, ceea ce va împiedica și formarea de „noduri” în blană, care sunt dureroase pentru animal. Uneori e necesar chiar să se rărească părul, prin tăierea lui în unele zone (cum ar fi în spatele labelor și în jurul zonei anale) ceea ce le va împiedica să se murdărească. Printre rasele cu păr lung, rasa persană este cea mai pretențioasă în ce privește întreținerea; din cauza botului lor turtit, ele au adesea scurgeri nazale sau oculare care le murdăresc blana. Trebuie deci să li se curețe zilnic botul și ochii cu o soluție specială.
Pisicile cu păr scurt nu au nevoie decât de un periat săptămânal, pentru a se îndepărta perii morți. Unii crescători de pisici de rasă folosesc pentru masaj o mănușă de mătase sau o piele de căprioară pentru a lustrui părul pisicilor și a-i da astfel strălucire.
Pisicile fără păr, cum ar fi cele din rasa Sfinx, au nevoie de o atenție specială. Pielea lor produce, asemeni tuturor celorlalte pisici, un lichid gras: sebumul, care însă în acest caz particular, nu este absorbit de păr, astfel că praful se lipește literalmente de pielea pisicii, ea murdărindu-se foarte ușor. Sunt deci singurele pisici care trebuie spălate regulat, o dată sau de două ori pe săptămână.
În general, celelalte rase de pisici nu au nevoie să fie spălate, fiind animale foarte curate, care acordă o mare parte din timp toaletei, lingându-se pe întregul corp. Limba lor aspră le permite să înlăture majoritatea perilor morți și să-și lustruiască blana. Saliva produsă de pisici este un agent anti-bacterian puternic. În plus, ele detestă apa. Dacă totuși o baie se dovedește necesară, e necesar să se folosească un șampon special, evitând cu grijă ochii, nasul și urechile. Este foarte important ca părul să fie bine limpezit, pentru ca animalul să nu înghită resturi de șampon cu ocazia toaletei ulterioare. Pentru a usca pisica, ea trebuie învelită într-un prosop mare și scoasă din baie, pentru a nu se mai simți „amenințată”. Urmează faza de „calmare”, stăpânul va ține pisica lângă el, apoi o va freca ușor cu prosopul, fără a neglija nici o porțiune a corpului (ca de exemplu pernițele labelor).

## Alergiile de la pisici
Motivele cele mai comune pentru care pisicile sunt displăcute de oameni sunt reacțiile alergice la alergeni cum ar fi saliva și părul de pisică. Totuși această problemă poate fi tratată prin medicamentele împotriva alergiilor și spălarea pisicilor frecvent (îmbăierea săptămânală elimină 90% din alergenii purtați de pisică în mediul respectiv). Sunt încercări de creștere a pisicilor care nu provoacă reacții alergice.

## În istorie

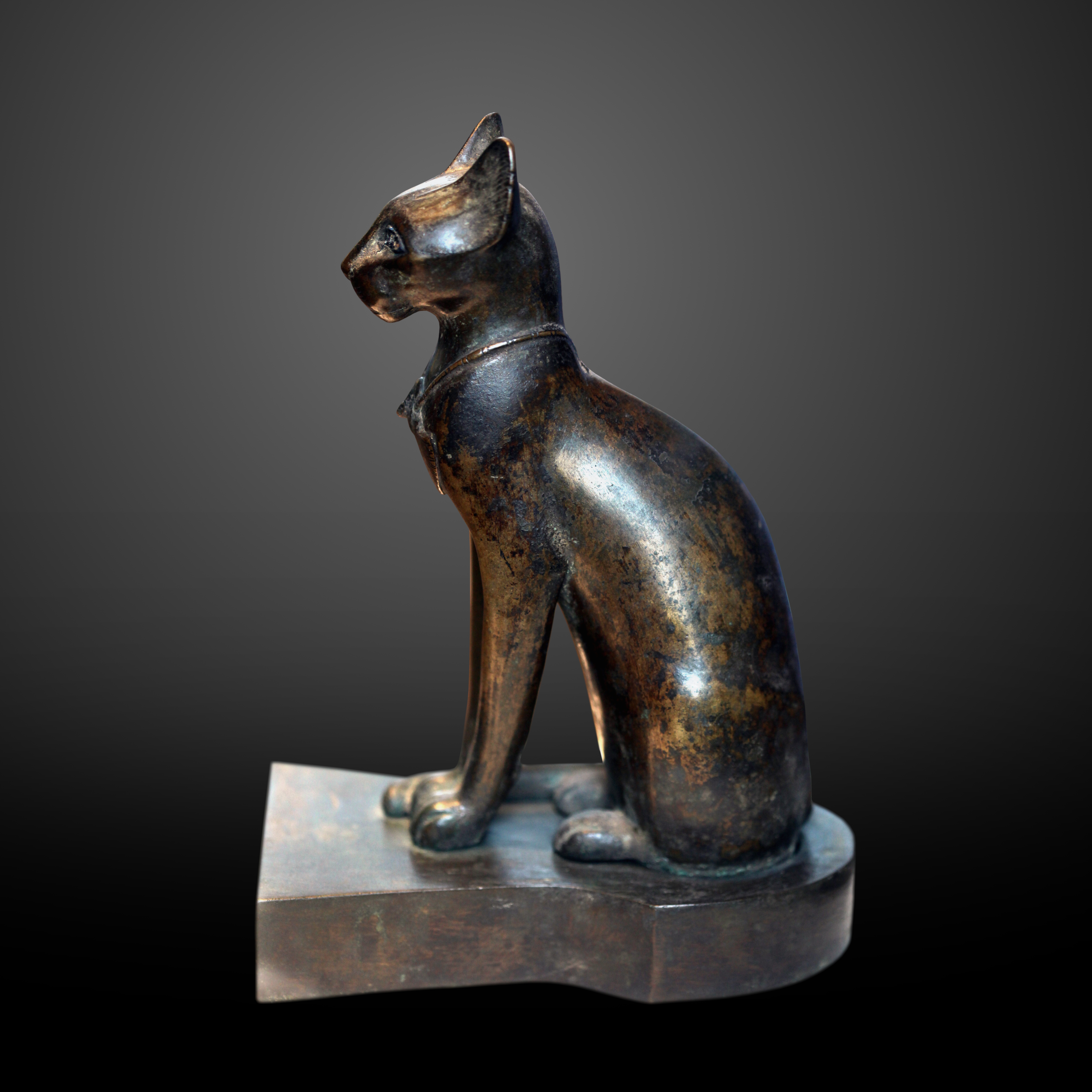
Sculptură egipteană aflată la Muzeul Louvre.

În mod tradițional, istoricii au avut tendința să creadă că în Egiptul antic a fost domesticită prima pisică, datorită reprezentărilor clare de pisici de casă în picturile egiptene vechi de aproximativ 3600 ani. Cu toate acestea, în 2004, un mormânt neolitic a fost excavat în Shillourokambos, Cipru, care conținea schelete, situate aproape unul de celălalt, atât de om cât și de pisică. Mormântul are aproximativ 9500 de ani vechime. Specimenul de pisică era mai mare și apropiat de pisica sălbatică din Africa (Felis silvestris lybica), mai degrabă decât pisicile de astăzi. Aceasta descoperire, combinată cu studii genetice, sugerează că pisicile au fost domesticite, probabil, în Cipru și Orientul Apropiat, în Cornul abundenței în momentul dezvoltării agriculturii.

## Alimentația
Corpul lor produce vitamina C (la fel ca multe alte animale) și își pot procura restul nutrienților din creierul și intestinele șoarecilor consumați.

## Boli
Pisicile sunt extrem de discrete în manifestările îmbolnăvirilor. O pisică sănătoasă are apetit normal, se spală, toarce, se joacă, urinează și defecă normal.
Atunci când o pisică refuză hrana, mai ales dacă aceasta este carne sau pește, lucrul este foarte grav si înseamnă că animalul este bolnav. Tusea și respirația accelerată sau dificilă sunt semne ale tulburărilor respiratorii. Căderea părului, însoțită de mâncărime, este un semn al bolilor de piele, eczemă sau dermatomicoze. Mâncărimea la urechi, manifestată prin scărpinări violente cu gheara, însoțită de sebum negricios, este semn de râie auriculară. Nu se vor administra în alimentație oase de pui sau de pește deoarece pisica se va îneca și nu se va administra carne de porc crudă deoarece produce boala lui Aujeszky⁠(en)[traduceți], boală incurabilă asemănătoare cu rabia.

## Pisicile în cultură
La propunerea din 2002 a Fondului Internațional pentru Bunăstarea Animalelor (engleză International Fund for Animal Welfare — IFAW) și a altor grupuri pentru drepturile animalelor, ziua de 8 august este declarată Ziua internațională a pisicii, zi de conștientizare a oamenilor față de nevoile pisicilor și față de lupta împotriva neglijenței și a abuzurilor asupra acestora.
Există și o Zi internațională de apreciere a pisicilor negre, care se serbează pe 17 august. În Regatul Unit, există Ziua pisicilor negre, pe 28 octombrie.